# De Kerchove de Denterghem

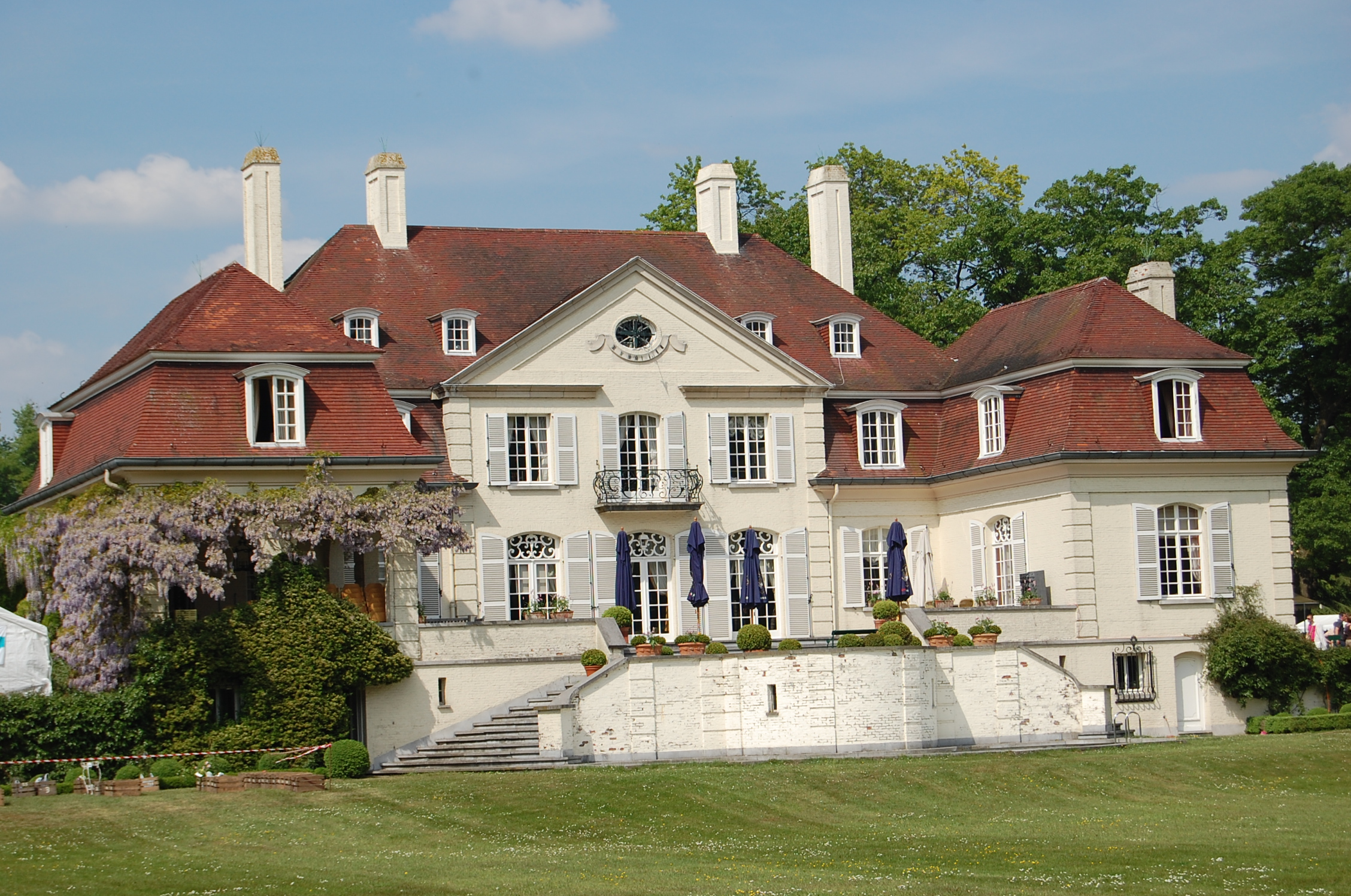
Kasteel de Kerchove de Denterghem in het park van Beervelde

De Kerchove de Denterghem is een adellijke en notabele familie, deel uitmakende van de uitgebreide familie de Kerchove, die oorspronkelijk vooral in Gent en Oost-Vlaanderen leefde. Sommige leden voeren de titel graaf.
In het Citadelpark in Gent werd een monument opgericht voor Oswald de Kerchove de Denterghem. Een gedenkzuil voor Charles de Kerchove de Denterghem staat op de Charles de Kerchovelaan in Gent.

## De heren van Denterghem
In de vijftiende eeuw trof men als heren van Denterghem:
- Philips van der Zype;
- ridder Gewijde van der Zype († 1483), zoon van ridder en baljuw van Gent Jan van der Zype († 1449), was heer van Wazieres, Oudewalle en Vertbois, en erfde de heerlijkheid Denterghem in 1454 van zijn neef Philips. Hij was getrouwd met Jossine van Halewijn en in tweede huwelijk met Claire d'Ydeghem.
- ridder Jacob van der Zype († 1503), heer van Denterghem en Oudewalle, oudste zoon van Gewijde, trouwde met Barbara van Gavere-Schorisse. Hij was burgemeester van Brugge.

Tegen het einde van de 16de eeuw, kocht Pieter Lanchals († 1612) de heerlijkheid Denterghem. Hij was heer van Olsene en was getrouwd met Jeanne de Marchicon. Hij werd burgemeester van Kortrijk. Hij was de achterkleinzoon van schout Pieter Lanchals. Na hem waren heer van Denterghem:
- Philippe Lanchals († 1637), die getrouwd was met Florence de Gruutere, vrouwe van Exaerde en Ousselghem.
  - Maximiliaan Lanchals (1620-1650), voor wie de heerlijkheid Exaerde tot baronie werd verheven in 1645.
    - François-Philippe Lanchals.
      - Donat-Maximilien Lanchals († 1727), laatste mannelijke naamdrager.
      - Anne-Isabelle Lanchals († 1737), die trouwde met Jan-Frans de Kerchove.

## Geschiedenis
Jan-Baptist de Kerchove was de eerste om in 1640 een riddertitel te ontvangen die hem door koning Filips IV van Spanje werd toegekend. 
Zijn kleinzoon, Jan-Frans de Kerchove (1672-1733), heer van Etichove, trouwde met Anna-Isabella Lanchals (1669-1735). Ze was barones van Exaerde, vrouwe van Denterghem en van Ousselghem, en ze bracht deze titels binnen in de familie de Kerchove. Het echtpaar had drie zoons, die elk een van die titels verhieven en aldus aan het begin stonden van drie familietakken: de Kerchove d'Exaerde, de Kerchove de Denterghem en de Kerchove d'Ousselghem. Nadat de adel in 1795 was afgeschaft, werd door een aantal leden van de familie de draad van de adellijke status na 1815 onder het Verenigd Koninkrijk der Nederlanden weer opgenomen.

## De Kerchove de Denterghem
Jean-François de Kerckhove (1702-1756) was de eerste van zijn familie die de naam heer van Denterghem voerde. Hij trouwde in 1740 met Thérèse van de Vivere (1706-1789).
Hun zoon, Jean-François de Kerchove (1747-1813), getrouwd met Sabine della Faille (1754-1810), was de laatste heer van Denterghem. Hij stierf net iets te vroeg om nog heropname in de erfelijke adel te kunnen aanvragen. Twee van zijn zoons en een achterkleinzoon verkregen de adellijke erkenning.

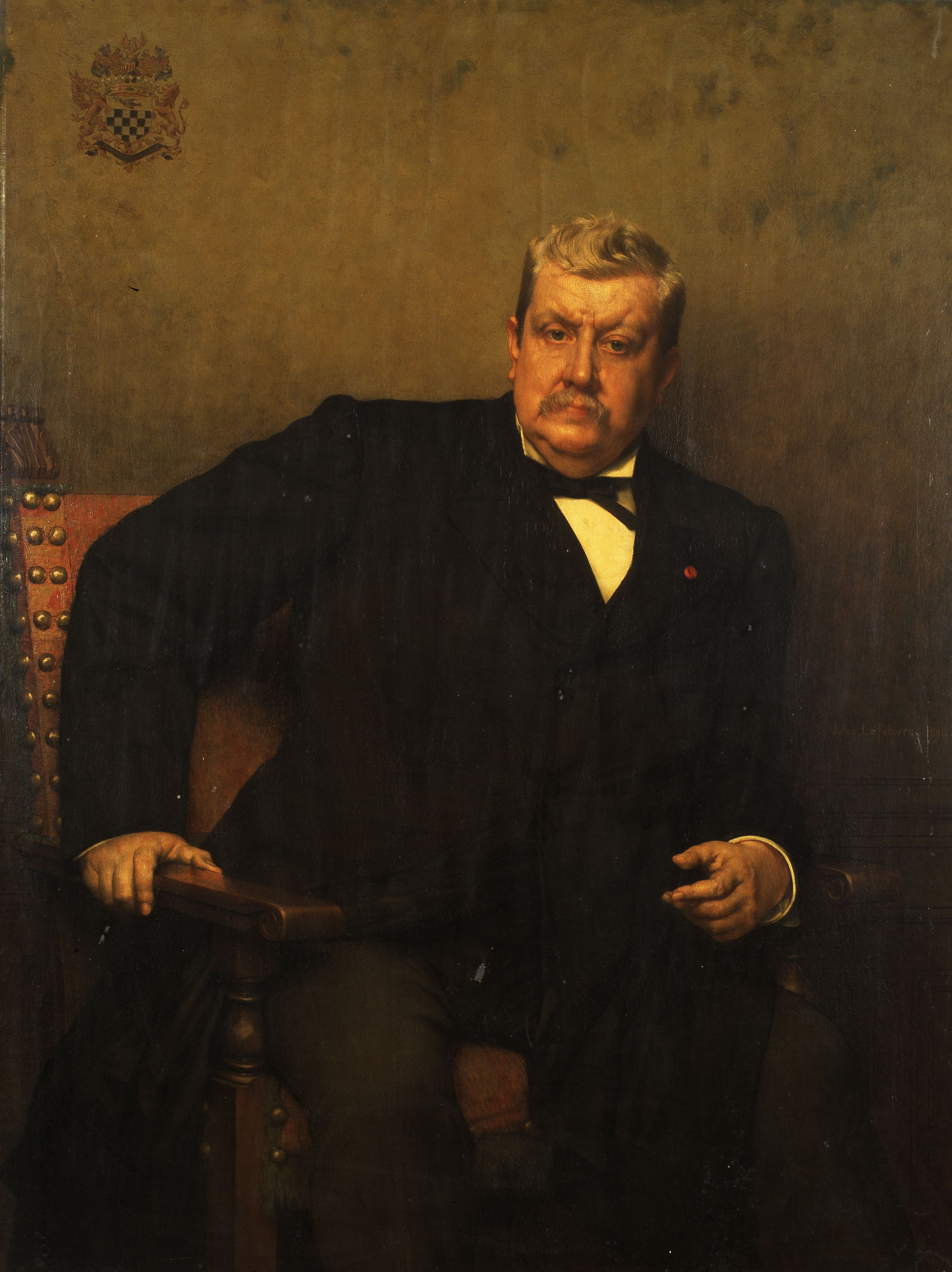
Oswald de Kerchove de Denterghem

- De oudste zoon, Emmanuel de Kerchove de Denterghem (1774-1858), getrouwd met Adelaïde de Ghellinck (1778-1845), vroeg geen adellijke erkenning aan. 
  - Zijn zoon Victor de Kerchove de Denterghem (1811-1875), getrouwd met Marie de Moerman d'Harlebeke (1824-1884), deed het evenmin. 
    - Het is pas Joseph Emmanuel Marie Ghislain de Kerchove de Denterghem d'Exaerde (Gent, 5 december 1856 - Tiegem, 6 oktober 1900) die in 1894 erkenning van erfelijke adel verkreeg. In 1884 had hij ook vergunning gekregen om d'Exaerde aan zijn naam toe te voegen. Hij trouwde in 1877 met Angeline Scarcez (1853-1922) en ze hadden drie dochters, van wie twee adellijk trouwden. Met hem stierf deze tak uit.
- De tweede zoon van Jean-François de Kerchove was Eugène Jean-Baptiste Joseph Ghislain de Kerchove de Denterghem (Gent, 29 januari 1780 - 31 december 1863), die in 1825 erkenning verkreeg in de erfelijke adel. Hij trouwde in 1808 met Marie Hopsomere (1787-1844) en ze hadden vier kinderen. Hij werd burgemeester van Astene en provincieraadslid van Oost-Vlaanderen. Hij was ook directeur van de Academie voor Schone Kunsten in Gent. In 1835 werd hij verkozen tot senator, maar hij besloot niet te zetelen.
  - Prosper de Kerchove de Denterghem (1813-1853) werd volksvertegenwoordiger. Hij trouwde met Emma Vilain XIIII, dochter van senator Philippe Vilain XIIII. Ze hadden vier zoons en vier dochters.
    - Octave de Kerchove de Denterghem (1847-1916), trouwde met gravin Marie du Val de Beaulieu (1858-1916)
      - René de Kerchove de Denterghem (1881-1944), die trouwde met Esther Mignot (1875-1965), van wie afstammelingen tot heden.
      - Roger de Kerchove de Denterghem (1882-1918), die trouwde met gravin Cecile de Borchgrave d'Altena (1888-1926), van wie afstammelingen tot heden.
- De derde zoon van Jean-François de Kerchove de Denterghem was Constant de Kerchove de Denterghem (Gent, 31 december 1790 - Wondelgem, 12 juli 1865). In 1825 verkreeg hij erkenning in de erfelijke adel en in 1852 ontving hij de titel graaf, overdraagbaar bij eerstgeboorte en, uitzonderlijk, ten persoonlijke titel ook op zijn tweede zoon. Hij trouwde met Pauline de Loose (1795-1868) met wie hij zes kinderen kreeg, van wie er twee afstammelingen produceerden. Constant of Constantin werd burgemeester van Gent en senator.
  - Charles de Kerchove de Denterghem (Gent, 4 juni 1819 - 21 februari 1882), trouwde met Eugénie de Limon (1824-1899) en ze hadden zes kinderen. Hij werd burgemeester van Gent, provincieraadslid en senator.
    - Oswald de Kerchove de Denterghem (Gent, 1 april 1844 - 20 maart 1906), oudste zoon van Charles, trouwde met Marie-Stéphanie Lippens (1850-1918). Ze hadden vijf kinderen, van wie alleen André voor afstammelingen-naamdragers zorgde. Oswald promoveerde tot doctor in de rechten en werd advocaat. Hij werd volksvertegenwoordiger en senator, gouverneur van Henegouwen en voorzitter van de Commissie van Burgerlijke godshuizen in Gent. Hij werd ook voorzitter van de Koninklijke vereniging voor hofbouwkunde in Gent.
      - Marthe de Kerchove de Denterghem (Marthe Boël) (1877-1956).
      - André de Kerchove de Denterghem (Gent, 16 oktober 1885 - Brussel, 24 april 1945), trouwde met Marguerite Maskens (1888-1966) en ze hadden drie zoons. Hij werd Belgisch ambassadeur, was gouverneur van Oost-Vlaanderen, senator en voorzitter van de Gentse Floraliën. Hij verkreeg uitbreiding van de grafelijke titel op al zijn afstammelingen.
        - Charles Oswald Fernand François André Marc Marie Ghislain de Kerchove de Denterghem (Brussel, 14 november 1911 - Lochristi, 30 september 1983) trouwde met Anne-Marie Engels (1922-2006). Hij werd Belgisch ambassadeur en was voorzitter van de Gentse Floraliën. Er zijn afstammelingen tot heden.

    - Rodolphe de Kerchove de Denterghem (Gent, 31 juli 1848 - 4 maart 1886) was provincieraadslid van Oost-Vlaanderen. Hij trouwde met Léonie Simonis (1854-1943) en ze hadden vier kinderen.
      - Carl de Kerchove de Denterghem (1878-1961) was voorzitter van de Bestuurscommissie van het Koninklijk Conservatorium in Brussel. Hij trouwde met Suzanne de Kerchove d'Ousselghem (1883-1916) en vervolgens met Marie-Anne Piers de Raveschoot (1884-1977). Er zijn nakomelingen tot heden.

  - Ida de Kerchove de Denterghem (Ida de Crombrugghe) (1820-1875)
  - Ernest de Kerchove de Denterghem (1823-1906) trouwde met markiezin Leonie Rodriguez Evora y Vega (1827-1874). Ze hadden zes kinderen maar deze tak doofde uit in 1930.